# دنین
دنین (به عربی: دنین) یک روستا در سوریه است که در حماه واقع شده‌است. دنین ۶۶۶ نفر جمعیت دارد.